# Клюев, Николай Алексеевич (генерал)
Никола́й Алексе́евич Клю́ев (5 мая 1859, Санкт-Петербург, Российская империя — 29 декабря 1921, Хельсинки Финляндия) — русский военачальник, генерал-лейтенант.

## Биография
Родился 5 мая 1859 года в семье коллежского регистратора и дворянина Алексея Клюева.
Окончил Санкт-Петербургскую классическую гимназию.
31 августа 1877 года поступил на военную службу, а в 1879 году окончил 1-е Павловское военное училище (выпущен прапорщиком в лейб-гвардии Волынский полк). 30 августа 1883 года произведён в подпоручики, а 1 января 1885 года — в поручики.
В 1885 году по 1-му разряду окончил Николаевскую академию Генерального штаба и назначен в Варшавский военный округ. 29 марта 1885 года произведен в чин штабс-капитана гвардии с переименованием в капитаны Генштаба. С 26 ноября 1885 года — старший адъютант штаба 18-й пехотной дивизии, а с 15 сентября 1886 года — старший адъютант штаба 14-го армейского корпуса.
С 7 октября 1887 года цензовое командование ротой отбывал в 69-м пехотном Рязанском полку, а с 25 ноября 1887 года состоял для особых поручений при штабе 14-го армейского корпуса.
9 апреля 1891 года назначен штаб-офицером при управлении 8-й местной бригады. 21 апреля 1891 произведен в чин подполковника. 3 июля 1891 года назначен штаб-офицером при управлении 43-й пехотной резервной бригады. С 1 мая 1894 года проходил цензовое командование батальоном в лейб-гвардии Волынском полку. 2 апреля 1895 года произведен в чин полковника.
Со 2 марта 1902 года — командир 182-го пехотного резервного Гроховского полка, а со 2 сентября 1904 года — генерал-майор, генерал для поручений при командующем войсками Варшавского военного округа.
10 января 1905 года назначен командиром лейб-гвардии Волынского полка, а в 1906 году причислен к Свите Его Императорского Величества.
4 февраля 1909 года произведен в чин генерал-лейтенанта. Начальник штаба Варшавского военного округа.
С 15 августа 1913 года — командир 1-го Кавказского армейского корпуса, а с 19 июля 1914 года — командир 13-го армейского корпуса 2-й армии (оставаясь начальником 1-го Кавказского армейского корпуса). Командовал корпусом в ходе Восточно-Прусской операции в ходе которой: 14 августа — взял Алленштейн; 15 августа — оказался в окружении; 17 августа — принял командование 2-й армией после самоубийства А. В. Самсонова; 17-18 августа — совершил неудачную попытку вырваться из окружения. Сдался в плен при Рейшенвердере.
В плену активно сотрудничал с лагерной администрацией, был начальником «штаба» русских пленных. Заявлял, что его действия во главе корпуса и армии «признаны в России правильными», а несогласных с ним — подвергал всяческим ущемлениям.
Начало 1919 года провёл в Копенгагене. Позднее участвовал в Белом движении на севере России. С июля 1919 года — командующий войсками железнодорожного района. Генерал-квартирмейстер штаба командующего армией.
После поражения белых эмигрировал в Финляндию, где скончался 29 декабря 1921 года и был погребён в Хельсинки на православном кладбище в районе Лапинлахти.

## Награды
- Орден Святого Станислава III степени (1888)
- Орден Святой Анны III степени (1892)
- Орден Святого Станислава II степени (1898)
- Орден Святой Анны II степени (1902)
- Орден Святого Владимира III степени (1906)
- Орден Святого Станислава I степени (10.04.1911)
- Орден Святой Анны I степени (21.05.1913; 09.07.1913).

## Солженицын о Клюеве
Не позволяя себе ни взмаха выдумки, коль можно точно собрать и узнать, держась к историкам ближе, а от романистов подальше, разведём руками и заверим единожды тут: так худо сплошь мы б не осмелились придумывать, для правдоподобия распределяли бы в меру свет и тень. Но с первого же сражения мелькают русские генеральские знаки как метки непригодности, и чем выше, тем безнадёжней<…>

Какому же романисту можно бы поверить, что корпусной генерал Клюев, поведший центральный корпус глубже всего в Пруссию, никогда прежде того не воевал?! Нет оснований предположить, что Клюев был глуп, отчего ж, не без уменья, не без ловкости: зряшную опоздавшую гоньбу своей дивизии к Орлау сумел в донесениях так изобразить, что в докладе Верховному и даже императору был представлен победителем под Орлау не Мартос, а он: это он, угрожая охватить фланг противника., заставил того отойти; и в мемуарах из плена подточил, подвязал, подплёл всё так, что виноваты все кругом, а не Клюев. И нет у нас прямых сведений, что Клюев был дрянной человек, а по опыту многих других примеров не сомневаемся, что нашлись бы обеляющие искренние свидетельства, что он был хороший семьянин и любил детей (особенно своих), и был застольный приятный собеседник и может быть шутник. Но: никакими добродетелями не загородится, не оправдается тот, кто взялся вести судьбы тысяч — и худо вёл их. Пожалеем солдата-новичка под первыми пулями и разрывами в захвате злой войны, а генерала-новичка, как бы ни было муторно ему и тошно, — не пожалеем, не оправдаем. — А. И. Солженицын. Август Четырнадцатого